# Contea di Pingtan
La contea di Pingtan (平潭县S, Píngtán XiànP) è una contea della Cina, situata nella provincia del Fujian.